# العلاقات البلجيكية الكندية
العلاقات البلجيكية الكندية هي العلاقات الثنائية التي تجمع بين بلجيكا وكندا.

## مقارنة بين البلدين
هذه مقارنة عامة ومرجعية للدولتين:
| وجه المقارنة                                              | بلجيكا                                                                              | كندا                     |
| --------------------------------------------------------- | ----------------------------------------------------------------------------------- | ------------------------ |
| المساحة (كم2)                                             | 30.53 ألف                                                                           | 9.98 مليون               |
| عدد السكان (نسمة)                                         | 11.37 مليون                                                                         | 35.70 مليون              |
| الكثافة السكانية (ن./كم²)                                 | 372.42                                                                              | 3.58                     |
| العاصمة                                                   | بروكسل                                                                              | أوتاوا                   |
| اللغة الرسمية                                             | اللغة الهولندية، لغة فرنسية، اللغة الألمانية                                        | لغة إنجليزية، لغة فرنسية |
| العملة                                                    | يورو، فرنك بلجيكي                                                                   | دولار كندي               |
| الناتج المحلي الإجمالي (بليون دولار)                      | 492.68 مليار                                                                        | 1.65 تريليون             |
| الناتج المحلي الإجمالي (تعادل القوة الشرائية) بليون دولار | 514.74 مليار                                                                        | 1.59 تريليون             |
| الناتج المحلي الإجمالي الاسمي للفرد دولار أمريكي          | 40.32 ألف                                                                           | 43.25 ألف                |
| الناتج المحلي الإجمالي للفرد دولار أمريكي                 | 43.44 ألف                                                                           | 45.07 ألف                |
| مؤشر التنمية البشرية                                      | 0.890                                                                               | 0.913                    |
| رمز المكالمات الدولي                                      | +32                                                                                 | +1                       |
| رمز الإنترنت                                              | .be                                                                                 | .ca                      |
| المنطقة الزمنية                                           | توقيت وسط أوروبا، ت ع م+01:00، ت ع م+02:00، توقيت وسط أوروبا الصيفي، أوروبا/بروكسل ‏ |                          |

## مدن متوأمة
في ما يلي قائمة باتفاقيات التوأمة بين مدن بلجيكية وكندية:
- ترتبط نامور مع مدينة كيبك باتفاقية توأمة.
- ترتبط دينانت مع Sainte-Foy, Quebec City [الإنجليزية]‏ باتفاقية توأمة.[16]
- ترتبط بروكسل مع مونتريال باتفاقية توأمة منذ 1 يونيو 1992.

## منظمات دولية مشتركة
يشترك البلدان في عضوية مجموعة من المنظمات الدولية، منها:
| علم المنظمة | اسم المنظمة                               | تاريخ انضمام بلجيكا | تاريخ انضمام كندا |
| ----------- | ----------------------------------------- | ------------------- | ----------------- |
|             | اتفاقية السماوات المفتوحة                 | ?                   | ?                 |
|             | الوكالة الدولية للطاقة                    | ?                   | ?                 |
|             | منظمة التجارة العالمية                    | ?                   | ?                 |
|             | الأمم المتحدة                             | 27 ديسمبر 1945      | 9 نوفمبر 1945     |
|             | حلف شمال الأطلسي                          | 4 أبريل 1949        | 4 أبريل 1949      |
|             | الاتحاد الدولي للاتصالات                  | 1866                | 1 يوليو 1908      |
|             | منظمة التعاون الاقتصادي والتنمية          | ?                   | ?                 |
|             | يونسكو                                    | 29 نوفمبر 1946      | 4 نوفمبر 1946     |
|             | الاتحاد البريدي العالمي                   | ?                   | ?                 |
|             | مؤسسة التنمية الدولية                     | 2 يوليو 1964        | 24 سبتمبر 1960    |
|             | منظمة حظر الأسلحة الكيميائية              | ?                   | ?                 |
|             | نظام تحكم تكنولوجيا القذائف               | 1990                | 1987              |
|             | وكالة ضمان الاستثمار متعدد الأطراف        | 18 سبتمبر 1992      | 12 أبريل 1988     |
|             | منظمة الشرطة الجنائية الدولية             | ?                   | ?                 |
|             | المنظمة الهيدروغرافية الدولية             | ?                   | ?                 |
|             | مؤسسة التمويل الدولية                     | 27 ديسمبر 1956      | 20 يوليو 1956     |
|             | بنك التنمية الآسيوي                       | 1966                | 1966              |
|             | البنك الدولي للإنشاء والتعمير             | 27 ديسمبر 1945      | 27 ديسمبر 1945    |
|             | البنك الإفريقي للتنمية                    | ?                   | ?                 |
|             | مجموعة الموردين النوويين                  | ?                   | ?                 |
|             | الفريق المعني برصد الأرض                  | ?                   | ?                 |
|             | مجموعة أستراليا                           | 1985                | 1985              |
|             | مركز تنسيق الحركة في أوروبا ‏              | ?                   | ?                 |
|             | منظمة الأمن والتعاون في أوروبا            | 25 يونيو 1973       | 25 يونيو 1973     |
|             | المركز الدولي لتسوية المنازعات الاستشارية | 26 سبتمبر 1970      | 1 ديسمبر 2013     |

## أعلام
هذه قائمة لبعض الشخصيات التي تربطها علاقات بالبلدين:
- أمريكا أوليفو (5 يناير 1978[27][28] – )
- الكسندر لودفيج (7 مايو 1992 – )
- توماش رادزينسكي (لاعب كرة قدم كندي، 14 ديسمبر 1973[29] – )
- كريستوفر جاكوت (30 يونيو 1979 – )
- مارسيل لامبرت (سياسي كندي، 21 أغسطس 1919[30] – 24 سبتمبر 2000[30])

## وصلات خارجية
- موقع وزارة الخارجية البلجيكية
- موقع وزارة الخارجية الكندية